# CSI: Deadly Intent
CSI: Deadly Intent en un videojuego basado en la serie de televisión de la CBS CSI: Crime Scene Investigation. Es la séptima entrega de los videojuegos CSI, incluyendo a CSI: Miami y a CSI: NY. 
Fue lanzado para Xbox 360 y PC el 13 de octubre de 2009, y para Wii y Nintendo DS el 20 de octubre de 2009.
El juego cuenta con la adición del Dr. Ray Langston, como en la serie de televisión.
La versión para Nintendo DS de este juego se llama CSI: Deadly Intent - The Hidden Cases y fue desarrollado por Other Ocean. Se incluyen cuatro casos originales creados exclusivamente para esta plataforma.

## Los casos

### Caso 1: Broken Hearted
En el primer caso, una mujer vestida de novia de nombre Linn Bowder,ha sido asesinada en una habitación de un hotel por un pedazo de cenicero de cristal en forma de corazón clavado en el cuello. Trabajas con el CSI Nick Stokes. La evidencia apunta una vieja amiga y compañera de trabajo de la víctima,un hombre mexicano que la acompañaba y al recepcionista.

### Caso 2: Coulda Been A Contender
Un árbitro es encontrado muerto en medio de un ring de lucha. La evidencia apunta a un furioso combate, a una misteriosa chica, y al dueño de la liga de lucha. El sospechoso principal Hank Hackett es asesinado a mitad del caso, convirtiéndolo ahora en un doble homicidio. Trabajas con Greg Sanders.

### Caso 3: Last Gasp
Un famoso rostro femenino de la televisión fue encontrado muerto por ahogo en un spa. La evidencia conduce a los muchos amantes que tenía la víctima, su esposa y a un rival de la televisión. Trabajarás con el nuevo CSI, el Dr. Raymond Langston.que es el personaje que sale ahí

### Caso 4: Extinguished
Un artista es encontrado muerto. En la autopsia, el Dr. Robbins revela que la víctima presentaba un cáncer muy avanzado, apuntando todo a un suicidio, pero la evidencia dice lo contrario, quedando como sospechosos la esposa y su hijastro.

### Caso 5: Crime Scene Impersonator
Un imitador de transexual es encontrado muerto en una discoteca. La víctima fue identificada como una superestrella, pero otro tipo de identificación lo convierte en amigo y mánager de la víctima. Este asesinato fue organizado por un asesino en serie que ataca desde 1975, conocido como el Barbor Street Boozer. Su modus operandi consistía en amarrar a sus víctimas y voltearlas hacia arriba, para luego vertirles whisky y ahogarlas e intoxicarlas por alcohol. La evidencia conduce a otra superestrella llamada Marcelle, un hombre sin hogar y al mismo detective que investigó el caso en 1975. Deberás resolver el caso de asesinato reciente y el antiguo caso congelado. Trabajarás con Catherine Willows. Al igual que los otros juegos de CSI, este caso enlaza a los 4 anteriores.

## CSI Deadly Intent: The Hidden Cases

### Caso 1: Don't Try This At Home
Una inesperada explosión de rocas en el escenario de una película ocasiona muchos accidentados.
Trabajas con el Dr. Raymond Langston.

### Caso 2: Glass Jaw
La apertura del Glass Works Casino es interrumpida por una extraña muerte.
Trabajas con Nick Stokes.

### Caso 3: Boys With Toys
Se debe descubrir quien llevó una pistola real, a una lucha de pistolas de aires.
Trabajas con Greg Sanders.

### Caso 4: Of Cases Past
Debes descubrir la impactante verdad tras el asesinato de un familiar rostro.
Trabajas con Catherine Willows.